# Tokyo Tapes

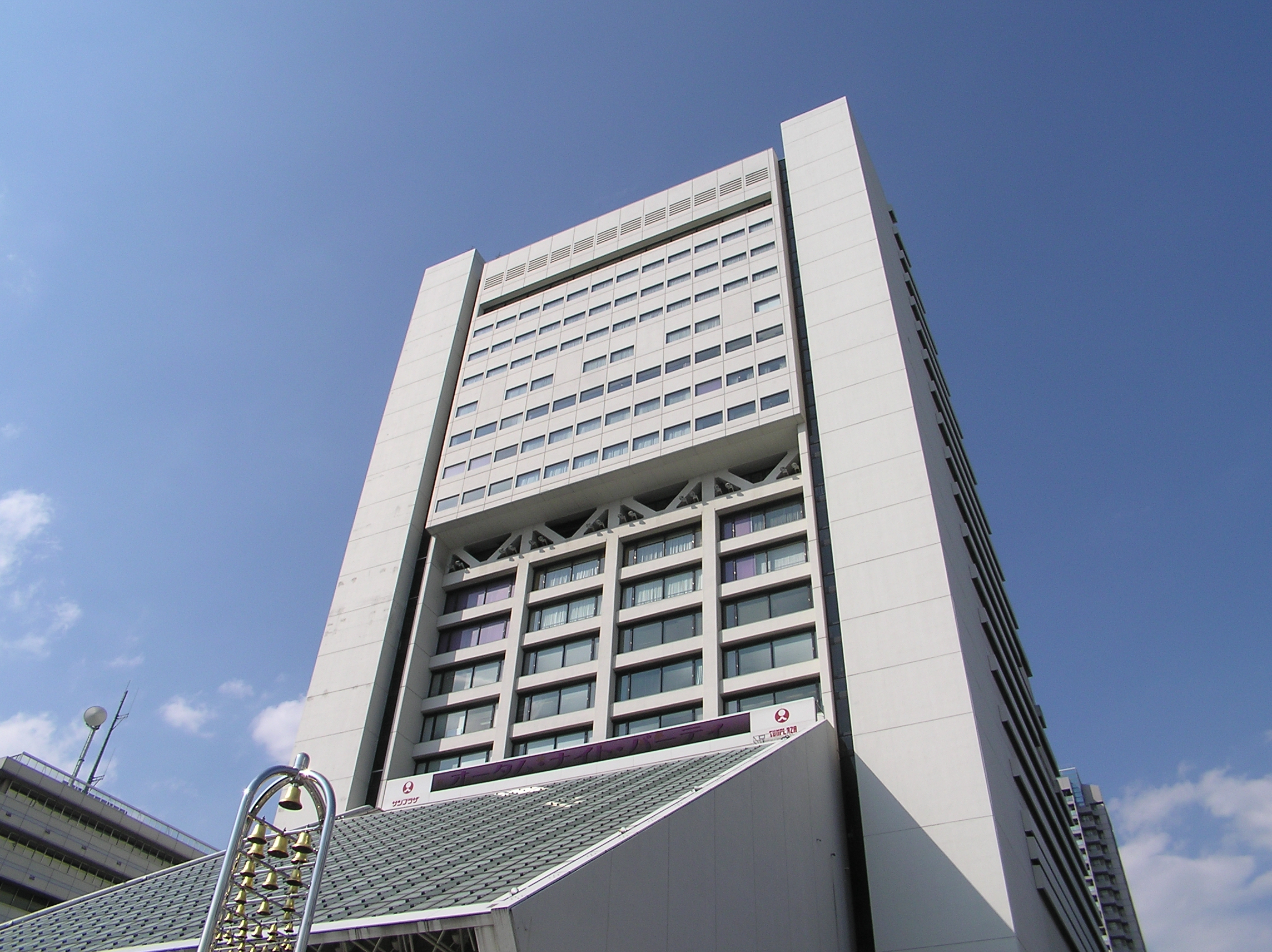
L'àlbum es va gravar al Sun Plaza Hall de la capital japonesa (imatge de 2003)

Tokyo Tapes és un àlbum en directe del grup de Heavy Metal alemany Scorpions, llançat a Europa i als Països Catalans el 1978 i als Estats Units el 1979. Com el seu títol indica, va ser gravat durant una gira al territori japonès. El disc inclou en la guitarra líder al virtuós Uli Jon Roth, que després de la gravació de Taken by Force abandonaria el grup per dedicar-se a una carrera en solitari. En la seva substitució arribaria el guitarrista Matthias Jabs.

## Llista de cançons
1. "All Night Long" (Roth/Meine) – 3:44
2. "Pictured Life" (R. Schenker/Meine/Roth) – 3:12
3. "Backstage Queen" (R. Schenker/Meine) – 3:44
4. "Polar Nights" (Roth) – 6:43
5. "In Trance" (R. Schenker/Meine) – 5:25
6. "We'll Burn the Sky" (R. Schenker/Dannemann) – 8:07
7. "Suspender Love" (R. Schenker/Meine) – 3:38
8. "In Search of the Peace of Mind" (R. Schenker/M. Schenker/Meine/Heimberg/Dziony) – 3:02
9. "Fly to the Rainbow" (M. Schenker/Roth) – 9:39
10. "He's a Woman, She's a Man" (R. Schenker/Meine/Rarebell) – 5:22
11. "Speedy's Coming" (R. Schenker/Meine) – 3:40
12. "Top of the Bill" (R. Schenker/Meine) – 6:45
13. "Hound Dog" (Leiber/Stoller) – 1:14
14. "Long Tall Sally" (Johnson/Blackwell/Penniman) – 2:50
15. "Steamrock Fever" (R. Schenker/Meine) – 3:41
16. "Dark Lady" (Roth) – 4:18
17. "Kōjō no tsuki" (R. Taki-B. Tsuchi/arr. Scorpions) – 3:35
18. "Robot Man" (R. Schenker/Meine) – 5:47

## Formació
- Klaus Meine - Cantant
- Ulrich Roth - Guitarra
- Rudolf Schenker - guitarra rítmica, veu de fons
- Francis Buchholz - Baix, veu de fons
- Herman Rarebell - bateria, Percussió
- Produït per Dieter Dierks